# Флаг Щёкино
Флаг Щёкино — официальный символ муниципального образования город Щёкино Щёкинского района Тульской области Российской Федерации.
Флаг утверждён 24 апреля 2008 года и внесён в Государственный геральдический регистр Российской Федерации с присвоением регистрационного номера 4280.

## Описание
На красном полотнище две белые кирки накрест остриями врозь, продетые в ушко ключа того же цвета, положенного бородкой вниз и вправо.

## Обоснование символики
Красный цвет полотнища соответствует цвету флага Тульской области и символизирует храбрость, мужество, неустрашимость, трудолюбие.
Белые кирки символизируют горнодобывающую промышленность, благодаря которой город Щёкино возник и получил своё развитие.
Белый ключ означает ключи от земных недр; его ушко имеет форму сквозного геральдического камня, что также намекает на развитую горнодобывающую промышленность; а бородка своей формой напоминает букву «Щ», что намекает на имя города.